# Tango 3.0
Tango 3.0 è un album in studio dei Gotan Project. L'album fu interamente registrato e mixato a Parigi da Christoph H. Müller.
In Italia l'album raggiunse la posizione numero 8 nella classifica ufficiale FIMI. Grazie alle più di 30 000 copie distribuite l'album ha ottenuto il disco d'oro.

## Tracce
Musiche di Philippe Cohen Solal, Eduardo Makaroff, Christoph H. Müller.
1. Tango Square
2. Rayuela (testo: Philippe Cohen Solal, Eduardo Makaroff, Christoph H. Müller)
3. Desilusión (testo: Eduardo Makaroff)
4. Peligro (testo: Sergio Makaroff)
5. La gloria
6. Mil millones (testo: Eduardo Makaroff)
7. Tu misterio (testo: Eduardo Makaroff)
8. De hombre a hombre
9. El mensajero (testo: Sergio Makaroff)
10. Panamericana
11. Érase una vez (testo: Philippe Cohen Solal, Eduardo Makaroff)

### Andamento nella classifica italiana degli album
| Posizione | 16 | 8 | 11 | 12 | 15 | 17 | 17 | 31 | 38 | 47 | 55 | 53 | 53 | 66 | 58 | 82 | 78 | - |